# De Maasbode
De Maasbode (deutsch Der Maasbote) war eine überregionale niederländische Tageszeitung mit Redaktionssitz in Rotterdam.

## Geschichte
Der Maasbode wurde 1868 als eine gegen die Vorherrschaft der Liberalen und Reformierten in den Niederlanden ausgerichtete katholische Wochenzeitung gegründet. Es hatte sich bislang zwar schon einiges hinsichtlich der Gleichberechtigung der Katholiken im Land getan, dennoch sollte es noch Jahrzehnte dauern, bis die endgültige Emanzipation der niederländischen Katholiken erreicht war.
Die erste Ausgabe erschien am 1. Oktober. Seit dem 1. Juli 1869 wurde der Maasbode dreimal wöchentlich herausgegeben und stellte schließlich zum 1. April 1885 auf eine tägliche Erscheinungsweise um. Seit dem 22. Dezember 1908 erschienen sowohl eine Morgen- als auch eine Abendausgabe.
Streng katholisch in seiner Ausrichtung, konnte sich der Maasbode dennoch einen sehr guten Ruf erarbeiten und wurde zu einer der größten Zeitungen der Niederlande vor dem Zweiten Weltkrieg. 1931 kam es beinahe zu einer Übernahme des Amsterdamer Konkurrenten De Tijd, doch als diese bereits unter Dach und Fach war, wurde sie unter anderem aufgrund des Einsatzes von 350 katholischen Honoratioren für eine eigenständige Tijd wieder abgeblasen.
Bei der Bombardierung von Rotterdam durch die Deutschen vom 14. Mai 1940 wurde das Verlagsgebäude und mit diesem auch das Archiv zerstört. Nach der sieben Tage zuvor bei Kriegsausbruch erschienenen Notausgabe war die am 21. Mai erschienene Ausgabe nach der Zerstörung des Anwesens wieder die erste Ausgabe des Maasbode. Am 4. Februar 1941 wurde die Zeitung jedoch von den Deutschen verboten. Anlass war nicht die Haltung des Maasbode, der sich an die Vorschriften des Besatzers hielt, sondern die der Bischöfe. Besonders ein am 13. Januar jenes Jahres veröffentlichter Hirtenbrief, in dem angewiesen wurde, den niederländischen Nationalsozialisten NSB die Sakramente zu verweigern, hatte die deutsche Besatzungsmacht erzürnt.
Nach dem Krieg konnte die Zeitung erneut erscheinen und versuchte an ihre Vergangenheit anzuschließen. Die Niederlande hatten sich jedoch in der Zwischenzeit deutlich gewandelt. Die Emanzipation der Katholiken war erreicht, wodurch der Existenzgrund der Zeitung weggefallen war. Die Zeitung hatte eine neue starke Konkurrenz in Form der wiederbelebten Volkskrant bekommen, die mit einem vielfachen Wert ihrer Vorkriegsauflage am Maasbode vorbeizog. Auch warf die Entsäulung der Niederlande ihre Schatten voraus, was bedeutete, dass das gesellschaftliche System von getrennt voneinander lebenden, einer Ideologie anhängenden Gruppen seinem Ende entgegensah. Diejenigen katholischen Zeitungen, die sich der neuen Zeit nicht anpassten, verschwanden vom Markt, und so sollte es auch schließlich dem Maasbode ergehen.
1959 kehrte sich die Situation von 1931 um: De Tijd übernahm den Maasbode und nannte sich von da an De Tijd-De Maasbode. Für einen Teil der Redaktion des Maasbode bedeutete dies die Entlassung, während wiederum ein anderer Teil bei De Tijd in Amsterdam oder in Rotterdam weiterarbeitete. Auch nachdem De Tijd Ende 1965 wieder den alten Namen für die landesweite Ausgabe angenommen hatte, behielt die Rotterdamer Ausgabe den alten Titel noch bei. 1972 wurde allerdings die Rotterdamer Redaktion geschlossen und in den folgenden zwei Jahren die letzten Überbleibsel des Maasbode getilgt. De Tijd selbst wurde 1974 in eine Wochenzeitung umgewandelt und fusionierte 1991 mit dem HP Magazine zur politischen Wochenzeitschrift HP/De Tijd.